# دانشگاه دولتی گاوار
دانشگاه دولتی گاوار (ارمنی: Գավառի Պետական Համալսարան; انگلیسی: Gavar State University (GSU)) یک دانشگاه در شهر گاوار در استان گغارکونیک ارمنستان می‌باشد که در تاریخ ۵ مه ۱۹۹۳ بنیانگذاری شده‌است. دانشگاه دولتی گاوار بزرگترین دانشگاه در استان گغارکونیک می‌باشد و دارای چهار دانشکده می‌باشد؛ و در این دانشگاه کسب مدرک تحصیلی در رشته‌های لغت‌شناسی، علوم طبیعی، علوم انسانی و علم اقتصاد فراهم شده‌است. هم‌اکنون بیش از ۳٬۰۰۰ دانشجو در مقطع‌های پاره‌وقت و تمام‌وقت مشغول به تحصیل در این دانشگاه هستند. رئیس فعلی دانشگاه می‌باشد و بانی این دانشگاه دکتر پروفسور هراند هاکوبیان می‌باشد. این دانشگاه در رنکینگ جهانی در رده ۱۱۰۸۲ قرار دارد.

## دانشکده‌ها
دانشکده‌های این دانشگاه از سال ۲۰۱۷ به این ترتیب است:
- دانشکده لغت‌شناسی
  - بخش زبان و ادبیات ارمنی
  - بخش زبان و ادبیات روسی
  - بخش زبان‌های خارجی
- دانشکده علوم طبیعی
  - بخش جغرافیا
  - بخش زیست‌شناسی و بوم‌شناسی
  - بخش اطلاعات و ریاضیات فیزیکی
- دانشکده انسانی
  - بخش حقوق
  - بخش تاریخ
  - بخش علوم عمومی
- دانشکده اقتصاد
  - بخش مدیریت و مالی
  - بخش حسابداری